# Monofosfat de guanosina
El monofosfat de guanosina, fórmula C10H14N₅O₈P,
(en anglès: Guanosine monophosphate per això les sigles són GMP) també conegut com a àcid guanílic, és un nucleòtid que es troba a l'ARN. És un èster de l'àcid fosfòric amb el nucleòsid guanosina.El monofosfat de guanosina es produeix comercialment per fermentació microbiana. Consta d'un grup funcional fosfat, la pentosa, la ribosa i la nucleobase guanina; per això és un monofosfat ribonucleòsid. El monofosfat de guanosina es produeix a partir de peix assecat o algues marines seques.
En la forma de sals és un additiu alimentari (E627), E628 i E629 que es fan servir per augmentar el gust i donar gust d'umami. La sal de guanilat de sodi es troba sovint en fideus instantanis, xips de patata i snacks, a més d'arrossos especials, verdures enllaunades, carns curades i sobres de sopa.